# Pawieł Doronin
Pawieł Iwanowicz Doronin (ros. Павел Иванович Доронин, ur. 30 czerwca?/13 lipca 1909 we wsi Barłuk w guberni irkuckiej, zm. 16 lipca 1976 w Kijowie) – radziecki polityk i wojskowy, generał major, członek KC KPZR (1956-1961).

## Życiorys
Od 1927 w WKP(b), 1929 ukończył technikum polityczne w Symbirsku, w latach 1929–1930 był instruktorem-rewizorem związku spożywców w Kraju Symbirskim, 1930–1932 pracował w miejskim oddziale GPU w Tomsku. W latach 1932–1936 szef wydziału specjalnego technikum elektromechanicznego w Leningradzie i wykładowca w Leningradzkim Instytucie Przemysłowym, 1936–1938 studiował w Instytucie Czerwonej Profesury, następnie pracował w KC WKP(b). Od 27 maja do 7 lipca 1938 p.o. I sekretarza, a od 12 lipca 1938 do grudnia 1948 I sekretarz Komitetu Obwodowego WKP(b) w Kursku, od 21 marca 1939 do 5 października 1952 zastępca członka KC WKP(b). 
Od sierpnia do listopada 1941 przewodniczący Miejskiego Komitetu Obrony w Kursku, w latach 1941–1942 członek Rady Wojskowej Frontu Briańskiego, od 1942 do 1 stycznia 1943 szef Wydziału Politycznego Frontu Stalingradzkiego, od 6 grudnia 1942 w stopniu generała majora. W 1943 szef Wydziału Politycznego Frontu Południowego, 1948–1950 słuchacz kursów przy KC WKP(b), 1950–1953 instruktor KC WKP(b)/KPZR. 
Od 18 września 1953 do 16 lutego 1954 przewodniczący Komitetu Wykonawczego Rady Obwodowej w Smoleńsku, od stycznia 1954 do 11 lutego 1961 I sekretarz Komitetu Obwodowego KPZR w Smoleńsku. Od 25 lutego 1956 do 17 października 1961 członek KC KPZR, od 1961 na emeryturze. Deputowany do Rady Najwyższej ZSRR. 

## Odznaczenia
Odznaczony trzema Orderami Lenina i Orderem Czerwonego Sztandaru.